# لوئیز فرورت
لوئیز فرورت (انگلیسی: Louise Frevert؛ زاده ۳۱ مهٔ ۱۹۵۳) یک سیاستمدار عضو پیشین پارلمان دانمارک و بازیگر پورنوگرافی اهل دانمارک است. از فیلم‌های او می‌توان به ژوستین و ژولیت، در برج اسد و در برج ثور اشاره کرد.